# Hargitay Miklós
Hargitay Miklós, nemzetközileg ismert nevén Mickey Hargitay (Budapest, 1926. január 6. – Los Angeles, 2006. szeptember 14.) magyar származású amerikai testépítő és színész, az 1955-ös Mr. Universe, Jayne Mansfield színésznő férje, Mariska Hargitay színésznő apja.

## Élete
Magyarországon nőtt fel, szegény kőbányai családban. Több sportban is kipróbálta magát: csatár volt a Fradi labdarúgó csapatában, gyorskorcsolyázott, és még a Fényes cirkuszban is fellépett akrobataként. A sport mellett a műszaki egyetem építészkarára járt.
1947-ben hagyta el az országot, egyes források szerint a katonai behívó elől. Más forrás szerint végzett mérnökként, 1945-ben távozott.
Az Amerikai Egyesült Államokba, Clevelandbe költözött. Elvette Mary Birget, akivel közös akrobatamutatványuk volt. Gyermekük, Tina 1949-ben született meg. Miklós vízvezetékszerelőként és ácsként dolgozott. Miután egy magazin borítóján meglátta Steve Reeves képét, aki arról volt híres, hogy eljátszotta Herkulest, úgy döntött, hogy megpróbálkozik a testépítéssel. 1955-ben Mr. Universe lett. New York latin negyedében csatlakozott Mae West izomrevüjéhez. Itt találkozott a kor legendás dívájával, Jayne Mansfielddel, akit 1958-ban feleségül vett és akivel 1964-ig voltak együtt. Ezalatt a bulvársajtó szinte folyamatosan róluk cikkezett.

## Filmkarrierje
Mansfield emlékezetes filmjei közül kettőben szerepelt: az 1960-as Herkules szerelmeiben (The Loves of Hercules) és az 1963-as Promises! Promises! (Ígéretek! Ígéretek!) című filmben. Mansfield barátját alakította az 1957-es Will Success Spoil Rock Hunter? (Elrontja Rock Huntert a siker?) című vígjátékban. 1959 és 1961 között egy televíziós tornagyakorlatos műsort vezetett. A Bloody Pit Of Horror (A horror véres gödre, 1965) című olasz horrorfilmben Travis Andersont alakította.
Szerepelt Szomjas György 1988-ban bemutatott Mr. Universe című filmjében is. „Mickey Hargitay a negyvenes-ötvenes évek ideálja volt; igazi sportember. Mi még hittünk ezekben az ideálokban, fontosak voltak számunkra a sportteljesítmények. Mickey nem body-builder, hanem komplex sportember, aki pontosan fel tudta mérni az erejét, állandóan kontrollálta magát, és nagy teljesítményekre volt képes. Az identitás szobra, ami ma ritka” - mondta róla egy interjúban Szomjas György.
Utoljára Mariska lánya népszerű sorozata, a Különleges ügyosztály egyik epizódjában jelent meg, egy férfit alakítva, aki egy metrómozgólépcsőn tanúja lesz egy gyilkosság után történteknek. Olivia Benson nyomozó, akit Mariska alakít, később kikérdezi.
Amikor 2005-ben átvette az Golden Globe-díjat, Mariska így beszélt: „49 évvel ezelőtt az édesanyám Angliában kapott egy díjat és az apukám ott volt vele. És én annyira szerencsés lány vagyok, mert a papám most itt lehet énvelem... csak azt akarom mondani neked apu, hogy az én hősöm Te vagy. Tanítottál engem az életed példájával és én annyira szeretlek érte...” Neki mondott köszönetet akkor is, amikor a következő évben Emmy-díjat vehetett át. Alig több mint két héttel később Hargitay Miklós meghalt.

## Magánélete
Első felesége Mary Birge akrobatanő volt, akivel 1948. április 2-án házasodott össze. Leányuk, Tina Hargitay 1949-ben született és jelenleg (2021) is él. A szülők 1956. szeptember 6-án váltak el.
Jayne Mansfieldet 1958. január 1-jén vette feleségül. Három gyermekük született: Miklós Jeffrey Palmer Hargitay (1958. december 21.), Zoltán Anthony Hargitay (1960. augusztus 1.) és Mariska Magdolna Hargitay (Maria, 1964. január 23.).
Mickey Hargitay teljesen átépítette közös Beverly Hills-i házukat, „a Rózsaszín Palotát”, amelynek ekkor épült híres szív alakú medencéje. A házat 2002 novemberében ledózerolták, előző tulajdonosa Engelbert Humperdinck énekes volt.
1963 májusában a mexikói Juarezben Mickey Hargitay és Jayne Mansfield elváltak. A válást azonban érvénytelennek mondták ki, és októberben kibékültek egymással. Mariska születése után Jayne Mansfield pert indított a juarezi válás érvényességének kimondásáért és megnyerte a pert: a válást 1964. augusztus 26-án az Egyesült Államokban is elismerték. A válás nagy magánéleti csapást jelentett Hargitay számára, a sportot is abbahagyta és nem kapott több filmszerepet.
Miután Mansfield 1967. június 29-én meghalt, Hargitay több mint 275 ezer dollár összegű pert indított az örökség terhére, gyermekeik javára. Keresetét arra alapozta, hogy az 1964-es válási végzésben Mansfield ígéretet tett rá, hogy gyerektartást fizet és mintegy hetvenezer dollár értéket juttat Hargitaynak pénzben és egyéb tulajdonban.
Hargitay 1967. április 14-én harmadszor is nősült: Ellen Jean Siano légikísérőt vette el, aki Hargitay haláláig a felesége maradt és segített felnevelni a kis Miklóst, Zoltánt és Mariskát. Hargitay 2006. szeptember 14-én a Los Angeles-i Cedars-Sinai Medical Center sztárkórházban hunyt el.
Az 1982-es The Jayne Mansfield Story című filmben Arnold Schwarzenegger játszotta Mickey Hargitay szerepét.
Mickey Hargitay unokaöccse és keresztfia, Eddie Hargitay a család más tagjaihoz hasonlóan szintén színész lett.

### Kapcsolata Magyarországgal
Gyakran hazajárt, gyermekeivel együtt is, amit más magyar emigránsoktól eltérően nemzetközi hírneve tett lehetővé. Először 1961-ben látogatott haza, feleségével együtt. A repülőtérről a városba vezető utat érkezésükkor lezárták és a belügyminiszter saját szolgálati Volgáját adta kölcsön nekik.
Magyar identitását sosem adta fel, sőt büszke volt rá, gyermekei magyar neveket kaptak és megtanultak magyarul. Az Amerikai-Magyar Alapítvány 2005-ös díjátadó gáláján beszélve szüleire emlékezett, akik hazaszeretetre tanították, és kérték, hogy „esti imádba ne feledd el belefoglalni édes hazád nevét!”.

## Fordítás
- Ez a szócikk részben vagy egészben  a   Miklós Hargitay című angol Wikipédia-szócikk ezen változatának fordításán alapul.  Az eredeti cikk szerkesztőit annak laptörténete sorolja fel. Ez a jelzés csupán a megfogalmazás eredetét és a szerzői jogokat jelzi, nem szolgál a cikkben szereplő információk forrásmegjelöléseként.